# Vanilla madagascariensis
Vanilla madagascariensis Rolfe, 1896 è una pianta della famiglia delle Orchidacee, endemica del Madagascar.

## Descrizione
È una orchidea epifita di grande taglia, con lunghi fusti a crescita monopodiale, che fiorisce dall'autunno sino alla primavera con una infiorescenza che raggruppa 10-20 fiori.

## Distribuzione e habitat
La specie è diffusa nel versante nord-orientale del Madagascar. Si trova sia nelle foreste umide che nella foresta decidua secca, sino a 800 m di altitudine